# Повесть о храме Сюдзэндзи
«Повесть о храме Сюдзэндзи» (яп. 修禅寺物語, сюдзэндзи моногатари; другое русское название «Маска и судьба»; англ. A Tale of Shuzenji / The Mask and Destiny) — японский фильм, поставленный режиссёром Нобору Накамурой в 1955 году. Костюмная драма по произведению Кидо Окамото.

## Сюжет
Начало XIII века. В правление второго сёгуна эпохи Камакура Минамото-но Ёрииэ власть фактически находилась в руках регента Токимасы Ходзё. В конце концов Ходзё ссылает Ёрииэ в храм Сюдзэндзи. При этом храме вместе с двумя дочерьми — Кацурой и Каэдэ — живёт Ёсао, мастер, известный своими масками. Однажды Ёрииэ идёт навестить могилу своей возлюбленной Вакаса-но-цубонэ и там встречается с Кацурой, удивительно похожей на эту умершую женщину. Гордая Кацура и Ёрииэ, который видит в ней Вакаса-но-цубонэ, полюбили друг друга. Но Кацура никак не может понять, почему так стремится к свободе Ёрииэ, который готов отдать за неё даже свой сёгунский титул. Ёрииэ приказывает Ёсао сделать с себя маску. Но сколько бы Ёсао не переделывал маску, на ней каждый раз появлялись черты смерти. В ночь, когда Кацура приходит к Ёрииэ, чтобы стать его женой, к нему врываются солдаты, подосланные Ходзё, и убивают Ёрииэ. Маску с чертами смерти дарят матери Ёрииэ.

## В ролях
- Тэйдзи Такахаси — Минамото-но Ёрииэ, сёгун
- Миноскэ Бандо — Ёсао
- Тикагэ Авасима — Кацура
- Кэйко Киси — Каэдэ
- Акира Ямаути — Харухико
- Дайсукэ Като — Хидэнобу
- Мицуко Сакура — Авадзи
- Мицуко Кусабуэ — Ноцубонэ Вакаса
- Эйдзиро Накамура — Манмару Ити
- Сидзуэ Нацукава — Масако
- Эйдзиро Тоно — Токимаса Ходзё
- Мицуо Нагата — Ёситоки Хоодзё
- Синдзи Такано — Горо Симода
- Бокудзэн Хидари — монах храма Сюдзэндзи

## Премьеры
— национальная премьера фильма состоялась 12 июля 1955 года.

## Награды и номинации
16-й Венецианский кинофестиваль 1955 года
- Номинация на «Золотого льва» (главный приз фестиваля).

## Комментарии
1. ↑  Название «Маска и судьба»  исходит от английского названия в международном прокате: The Mask and Destiny.